# Канаш, Сергей Степанович
Сергей Степанович Кана́ш (1896—1975) — советский учёный в области селекции и семеноводства хлопчатника.

## Биография
Окончил САГУ (1923). Работал стажёром, ассистентом, заведующим сектором селекции, заместителем директора по научной части (1932—1941), директором (1942—1958) Туркестанской селекционной станции (с 1960 года — НИИ селекции и семеноводства хлопчатника МСХ УзССР).
В 1960—1965 директор, в 1965—1968 годах заведующий отделом генетики НИИ селекции и семеноводства хлопчатника.
Автор многих высокопродуктивных сортов хлопчатника, устойчивых к болезням, с высоким выходом волокна.
Академик ВАСХНИЛ (1948). Действительный член АН Узбекской ССР (1952).
Депутат ВС СССР 2—4 созывов (1948—1958). Член ВКП(б) с 1940 года.
Скончался 29 ноября 1975 года. Похоронен в Ташкенте на Боткинском кладбище.

## Награды и премии
- заслуженный деятель науки и техники Узбекской ССР (1944)
- заслуженный деятель науки и техники Таджикской ССР (1946)
- Сталинская премия II степени (14 марта 1941) — за выведение высокопродуктивных сортов хлопчатника
- 8 июля 1937 — орден Ленина за выдающиеся успехи в деле создания и разведения новых высокоурожайных длинноволокнистых сортов хлопка

- четыре ордена Трудового Красного Знамени (в том числе 11 ноября 1946[2]; 11 января 1957)[3]
- орден Красной Звезды
- Большая золотая медаль ВСХВ
- медали